# Bare Bones
Bare Bones – dwudziesty album studyjny Wishbone Ash. Wszystkie piosenki zagrano akustycznie.

## Lista utworów
Album zawiera utwory:
1. Wings of Desire – 3:40
2. Errors of My Way – 5:15
3. Master of Disguise – 3:50
4. You Won't Take Me Down – 5:27
5. Love Abuse – 4:01
6. One More Chance – 3:14
7. Baby Don't Mind – 3:48
8. Living Proof – 4:13
9. Hard Times – 4:43
10. Strange Affair – 5:51
11. Everybody Needs a Friend – 5:57

## Twórcy albumu
Twórcami albumu są:
- Andy Powell – gitara, wokal
- Mark Birch – gitara, wokal
- Bob Skeat – gitara basowa
- Ray Weston – perkusja.